# Scopula picta
Scopula picta är en fjärilsart som beskrevs av W. Warren 1897. Scopula picta ingår i släktet Scopula och familjen mätare. Inga underarter finns listade.